# 王牌投手 振臂高揮
《王牌投手 振臂高揮》（簡稱「大振」）是日本漫画家樋口朝自2003年開始在講談社的月刊AFTERNOON雜誌上連載的棒球漫畫作品。

## 创作背景
作者樋口朝畢業於埼玉縣立浦和西高等學校，而故事舞台的埼玉縣立西浦高校是以作者母校為藍本。故事是以主角三橋廉就讀西浦高校並意外加入該校剛從軟式轉型成硬式的棒球部，十名成員都是一年級的新生做為開始。本作在校園、運動場的風景等亦完整呈現出來。作者自己常常訪問母校的棒球部，亦長期觀察棒球部的練習。在作品中登場的車站和棒球場也按照實物描繪。
也因為這部作品的大風行，作者的母校就以這部動畫的畫面作為首頁的宣傳圖。

## 故事介绍
本作品主角"三橋廉"是個希望自己成為所屬球隊王牌投手的少年，在中學時期被認為靠著爺爺是三星學園經營者的關係，才能成為該校棒球部的王牌投手，因此隊友對三橋有著極大的反感，在比賽中捕手不願意引導三橋，其他隊友在守備上也沒有全力配合，任憑三橋獨自一人在投手丘上面對打者，結果不但造成其在中學三年一勝難求，更導致他懦弱、自卑又孤僻的個性，甚至一度考慮放棄棒球。
希望自己有所改變的三橋在畢業後決定不直升三星學園的高等部，轉赴埼玉縣投考高校，並進入縣立西浦高校就讀。他在社團展覽徘徊，之後抱著只是看看的心情走到棒球部，沒想到意外被監督百枝麻里亞半強迫地加入，而且是全隊唯一具有投手經驗的成員，順理成章成為西浦高校棒球部的投手。該校棒球部全體成員都是一年級，且剛從軟式棒球部轉型成硬式棒球部。三橋在捕手阿部隆也的引導下發揮出苦練而成的極精準控球能力，透過一場場的比賽、兼顧技術及心理層面的嚴格訓練及隊友間的緊密互動逐漸找到自信心及朋友間的信任感，全隊攜手朝著甲子園優勝的目標邁進。

## 主要登場學校

### 西浦高校
是本作品的主角學校，其原型是作者樋口朝的高中母校埼玉縣立浦和西高等學校。西浦高校是一所公立的共學（男女合校）私服校。本學年將學校的軟式棒球部改成硬式棒球部，所招收到的十名選手皆是一年級，並且聘請軟式棒球部時代的校友百枝麻里亞（女性）擔任監督。指導老師為志賀剛司，經理為筱岡千代。

### 武藏野第一高校
武藏野第一高校是本作動畫版特別篇「基本中的基本」的故事舞台。是一所足球部的比賽成績與名氣皆大大優於棒球部的學校。由於無法招收到技術方面較為優秀的選手，因此在各項比賽當中往往是第一戰就敗北。但是從去年秋季大會開始，在陣中王牌投手榛名元希帶領下，戰績大幅提升，今年夏季大會更名列C種子學校。

### 桐青高校
桐青高校是西浦高校在夏季大會（全國高校野球選手權大會，又稱「夏季甲子園」）埼玉縣大會初戰（二回戰）的對戰學校。基督教的教會學校，中高一貫。曾於去年夏季大會獲得埼玉縣優勝而打進甲子園（即全國大會）。傳統上，棒球部每年都會讓一位高一選手成為正選；同時，除了三年級之外的選手背號都很大，則是該校的另一項傳統。

### 三星學園
是本作主角三橋廉的中學母校。位於群馬縣，是「中、高一貫校」（台灣稱為「完全中學」），採男女同校但分班的管理方式，理事長是三橋的祖父。該校高中部以體育推薦的方式招收來自他縣的學生。中學時期的三橋雖然是該校棒球部中學部的王牌投手，卻因為三年來一勝難求及和隊友相處上的困難而度過了十分不愉快的中學生活。
- 此校的原型是位於大阪的PL學園高等學校。

### 埼玉高校
是西浦高校在夏季大會三回戰的對戰學校。埼玉縣立的農業高校。棒球部成員共十一人，其中僅有一位三年級學生，故以一、二年級學生為主。春季大會因為社團人數不足而沒有參賽，夏季大會在陣中打擊率將近百分之百的第五棒，捕手佐倉大地的帶領下，連過兩關打進三回戰。

### 美丞大狹山高中
是西浦高校在夏季大會五回戰的對戰學校。監督為兩名年輕男性。其中一名仲澤呂佳則是桐青高中候補捕手仲澤利央的哥哥，另一名為滝井朋也。有三名投手，三位都並沒有相當出色，但擁有各自擅長的領域。與西浦高中對戰時，藉由桐青捕手的幫助，充分瞭解並解讀了西浦。

## 出版書籍
| 卷數 | 講談社         | 講談社                 | 長鴻出版社     | 長鴻出版社           |
| 卷數 | 發售日期       | ISBN                   | 發售日期       | EAN                  |
| ---- | -------------- | ---------------------- | -------------- | -------------------- |
| 1    | 2004年3月23日  | ISBN 978-4-06-314342-3 | 2005年11月1日  | EAN 471-0765-19805-3 |
| 2    | 2004年8月23日  | ISBN 978-4-06-314353-9 | 2005年12月14日 | EAN 471-0765-20070-1 |
| 3    | 2005年1月21日  | ISBN 978-4-06-314368-3 | 2006年2月17日  | EAN 471-0765-20235-4 |
| 4    | 2005年7月22日  | ISBN 978-4-06-314384-3 | 2006年3月24日  | EAN 471-0765-20420-4 |
| 5    | 2005年11月18日 | ISBN 978-4-06-314393-5 | 2006年6月27日  | EAN 471-0765-20587-4 |
| 6    | 2006年3月23日  | ISBN 978-4-06-314408-6 | 2006年9月19日  | EAN 471-0765-20848-6 |
| 7    | 2007年1月18日  | ISBN 978-4-06-314437-6 | 2007年7月16日  | EAN 471-0765-21522-4 |
| 8    | 2007年5月23日  | ISBN 978-4-06-314451-2 | 2007年10月10日 | EAN 471-0765-21739-6 |
| 9    | 2007年12月21日 | ISBN 978-4-06-314482-6 | 2008年12月9日  | EAN 471-2805-82779-4 |
| 10   | 2008年5月23日  | ISBN 978-4-06-314504-5 | 2009年1月9日   | EAN 471-1552-44001-0 |
| 11   | 2008年10月23日 | ISBN 978-4-06-314525-0 | 2009年9月14日  | EAN 471-1552-44081-2 |
| 12   | 2009年6月23日  | ISBN 978-4-06-314570-0 | 2009年11月10日 | EAN 471-1552-44694-4 |
| 13   | 2009年12月22日 | ISBN 978-4-06-310605-3 | 2010年3月31日  | EAN 471-3469-35055-0 |
| 14   | 2010年4月23日  | ISBN 978-4-06-310666-4 | 2010年9月14日  | EAN 471-3469-35419-0 |
| 15   | 2010年6月23日  | ISBN 978-4-06-310670-1 | 2011年1月11日  | EAN 471-3469-35755-9 |
| 16   | 2011年3月23日  | ISBN 978-4-06-310735-7 | 2011年12月21日 | EAN 471-6814-19567-7 |
| 17   | 2011年9月23日  | ISBN 978-4-06-310776-0 | 2012年1月19日  | EAN 471-6814-19645-2 |
| 18   | 2011年11月22日 | ISBN 978-4-06-310785-2 | 2012年3月17日  | EAN 471-6814-19786-2 |
| 19   | 2012年6月22日  | ISBN 978-4-06-387825-7 | 2013年1月22日  | EAN 471-5409-85454-8 |
| 20   | 2012年10月23日 | ISBN 978-4-06-387845-5 | 2013年4月8日   | EAN 471-5409-85763-1 |
| 21   | 2013年4月23日  | ISBN 978-4-06-387881-3 | 2013年11月9日  | EAN 471-5409-86118-8 |
| 22   | 2013年11月22日 | ISBN 978-4-06-387936-0 | 2014年6月5日   | EAN 471-5409-86533-9 |
| 23   | 2014年6月23日  | ISBN 978-4-06-387976-6 | 2014年12月30日 | EAN 471-5409-86807-1 |
| 24   | 2014年12月22日 | ISBN 978-4-06-388020-5 | 2017年6月15日  | EAN 471-3006-54065-9 |
| 25   | 2015年8月21日  | ISBN 978-4-06-388074-8 | 2017年12月20日 | EAN 471-3006-54103-8 |
| 26   | 2015年12月22日 | ISBN 978-4-06-388103-5 | 2018年4月21日  | EAN 471-3006-54114-4 |
| 27   | 2016年7月22日  | ISBN 978-4-06-388154-7 | 2018年11月16日 | EAN 471-3006-54160-1 |
| 28   | 2017年9月22日  | ISBN 978-4-06-388287-2 | 2021年9月3日   | ISBN 9786260058258   |
| 29   | 2018年3月23日  | ISBN 978-4-06-511125-3 | 2021年10月8日  | ISBN 9786260059682   |
| 30   | 2018年11月12日 | ISBN 978-4-06-513408-5 | 2021年12月24日 | ISBN 9786260062699   |
| 31   | 2019年7月23日  | ISBN 978-4-06-516362-7 | 2025年3月5日   | ISBN 9786260095796   |
| 32   | 2019年11月22日 | ISBN 978-4-06-517510-1 | 2025年3月5日   | ISBN 9786260097752   |
| 33   | 2020年7月20日  | ISBN 978-4-06-520226-5 | 2025年4月29日  | ISBN 9786260099466   |
| 34   | 2020年12月23日 | ISBN 978-4-06-521647-7 | 2025年4月29日  | ISBN 9786260099473   |
| 35   | 2021年7月21日  | ISBN 978-4-06-524048-9 | 2025年8月15日  | ISBN 9786264301916   |
| 36   | 2022年12月22日 | ISBN 978-4-06-527104-9 |                |                      |
| 37   | 2024年11月21日 | ISBN 978-4-06-537301-9 |                |                      |
| 38   | 2025年6月23日  | ISBN 978-4-06-538955-3 |                |                      |

## 電視動畫
電視動畫第一期於2007年4月12日于東京廣播公司（TBS）开始放送，第二期动画在2010年4月至6月期间放送。
2008年7月4日在台灣地区开始于Animax首映，组织方同时聘請藝人小嫻與中華職棒統一7-ELEVEn獅隊王牌投手潘威倫擔任代言人。

台灣地区由曼迪傳播代理。
2018年1月24日，应播出10週年发行BD版，收录全38话。次月並推出舞台剧。

### 製作人員
- 原作：樋口朝「王牌投手 振臂高揮」（Ookiku Furikabutte）（講談社「月刊AFTERNOON」上連載）
- 企劃：植田益朗（Aniplex）、勝股英夫（A-1 Pictures）、中山佳久（TBS）、吉岡富夫、太布尚弘（movic）
- 監督：水島努
- 系列構成：黑田洋介
- 人物設計、總作畫監督：吉田隆彥
- 動作作畫監督：谷口淳一郎
- 物件設計：鈴木卓也
- 美術監督：澀谷幸弘
- 色彩設計：佐藤美由紀
- 攝影監督：老平英
- 剪輯：西山茂
- 音響監督：菊田浩巳
- 混音：山田利陽
- 音響効果：三井友和
- 音樂：濱口史郎
- 製片人：大山良、落超友則、田中豪、針生雅行（講談社）、金庭こず恵（movic）、丸山博雄（MBS）
- 動畫製片人：岩田幹宏
- 製作負責人：清水曉
- 動畫製作：A-1 Pictures
- 製作：“大振”製作委員會（Aniplex、A-1 Pictures、TBS、講談社、movic、MBS）

### 主題曲
第一期
片頭曲
- （Dramatic）（第1話 - 第13話）

作詞．作曲：小出祐介
編曲：Base Ball Bear
歌：Base Ball Bear
- （青春line）（第14話 - 第25話・特別編）

作詞．作曲：水野良樹
編曲：江口亮
歌：いきものがかり（生物股長）
片尾曲
- （魚眼中的彩虹）（第1話 - 第13話）

作詞．作曲：高田梢枝
編曲：TOMIYO
歌：高田梢枝
- （感謝）（第14話 - 第25話・特別編）

作詞．作曲：石田順三
編曲：鈴木Daichi秀行
歌：SunSet Swish
第二期
片頭曲
- 「夏空」

作詞．作曲：尾崎雄貴
編曲・歌 - Galileo Galilei（SMEレコーズ）
片尾曲
- 「思想電車」

作詞：酒井由裡絵
作曲：酒井由裡絵、重松謙太
編曲：チュール
歌：チュール

### 各話列表
| 話數   | 日文標題 | 中文標題           | 劇本              | 分鏡       | 演出            | 作畫監督                                                    |
| 第1期  | 第1期    | 第1期              | 第1期             | 第1期      | 第1期           | 第1期                                                       |
| ------ | -------- | ------------------ | ----------------- | ---------- | --------------- | ----------------------------------------------------------- |
| 1      |          | 真正的王牌         | 黑田洋介          | 水島努     | 水島努          | 植田實                                                      |
| 2      |          | 捕手的角色         | 黑田洋介          | 增田敏彦   | 畑博之          | 高田晃                                                      |
| 3      |          | 練習比賽           | 瀧晃一            | 山本靖貴   | 山本靖貴        | 菱沼祐樹、米澤優                                            |
| 4      |          | PLAY               | 澤村壘            | 深海曜     | 白石道太        | 野田康行                                                    |
| 5      |          | 別鬆懈             | 安川正吾          | 松本淳     | 松本淳          | 古瀨真弓                                                    |
| 6      |          | 投手的條件         | 兵頭一步          | 爽田夏央   | 爽田夏央        | 井嶋けい子                                                  |
| 7      |          | 我想打棒球         | 白根秀樹          | 岩崎太郎   | 岩崎太郎        | 河野稔                                                      |
| 8      |          | 厲害的投手？       | 井出安軌 黑田洋介 | 畑博之     | 畑博之          | 村上勉                                                      |
| 9      |          | 過去               | 安川正吾          | 山本靖貴   | 山本靖貴        | 加藤真人                                                    |
| 10     |          | 穩定順利的         | 横手美智子        | 奥田誠治   | 夕澄慶英 土屋日 | 林勇雄、三浦洋祐                                            |
| 11     |          | 夏季開始           | 兵頭一步          | 池添隆博   | 池添隆博        | 永作友克                                                    |
| 12     |          | 應援團             | 澤村壘            | 篠原俊哉   | 池畠博史        | 杉山東夜美                                                  |
| 13     |          | 夏季大賽開始       | 瀧晃一            | 西本由紀夫 | 木村真一郎      | 加納綾                                                      |
| 14     |          | 挑戰！             | 白根秀樹          | 深海曜     | 岩崎太郎        | 泉廣代（いずみひろよ）                                                  |
| 15     |          | 率先得分           | 兵頭一步          | 雲井一夢   | 小野勝巳        | 松林唯人、佐藤一郎、谷口淳一郎                              |
| 16     |          | 別輕視             | 白根秀樹          | 爽田夏央   | 爽田夏央        | 林勇雄、大谷美里                                            |
| 17     |          | 三壘跑者           | 安川正吾          | 山本靖貴   | 山本靖貴        | 米澤優                                                      |
| 18     |          | 追加得分           | 澤村壘            | 前島健一   | 所俊克          | 加納綾                                                      |
| 19     |          | 桐青的實力         | 瀧晃一            | 池添隆博   | 又野弘道        | 永作友克                                                    |
| 20     |          | 逆轉               | 瀧晃一            | 爽田夏央   | 下司泰弘        | 河野真貴                                                    |
| 21     |          | 再得一分           | 兵頭一步          | 岩崎太郎   | 岩崎太郎        | 泉廣代、高橋瑞香                                            |
| 22     |          | 守住！             | 澤村壘            | 池田成     | 堀敦史          | 谷口淳一郎、米澤優、野田康行 中山由美、山崎輝彦、杉山東夜美 |
| 23     |          | 嚴密的             | 水島努            | 西本由紀夫 | 西本由紀夫      | 高田晃                                                      |
| 24     |          | 決勝               | 黑田洋介          | 水島努     | 水島努          | 吉田隆彦                                                    |
| 25     |          | 贏下第一場         | 爽田夏央          | 爽田夏央   | 爽田夏央        | 加納綾                                                      |
| 特別篇 |          | 基本中的基本       | 安川正吾          | 山本靖貴   | 山本靖貴        | 加藤真人                                                    |
| 第2期  |          |                    |                   |            |                 |                                                             |
| 1      |          | 接下來?            | 黑田洋介          | 水島努     | 水島努          | 高田晃、吉田隆彥                                            |
| 2      |          | 崎玉               | 水島努            | 爽田夏央   | 爽田夏央        | 小松麻美                                                    |
| 3      |          | 第三場比賽         | 滿仲勸            | 滿仲勸     | 滿仲勸          | 小泉初榮                                                    |
| 4      |          | 打棒球真累         | 爽田夏央          | 大野和壽   | 大野和壽        | 中野彰子                                                    |
| 5      |          | 想打棒球           | 山本靖貴          | 山本靖貴   | 山本靖貴        | 米澤優                                                      |
| 6      |          | 慎重               | 水島努            | 大原實     | 岩崎太郎        | 泉廣代                                                      |
| 7      |          | 緩慢的變化         | 爽田夏央          | 山本靖貴   | 爽田夏央        | 小松麻美、川島尚                                            |
| 8      |          | 第五場比賽         | 黑田洋介          | 山本靖貴   | 山本靖貴        | 小田嶋瞳                                                    |
| 9      |          | 被研究過了         | 黑田洋介          | 大野和寿   | 大野和寿        | 高橋瑞香、大谷美里、辻美也子                                |
| 10     |          | 第五局下半、二比五 | 黑田洋介          | 大原實     | 岩崎太郎        | 藤岡真紀                                                    |
| 11     |          | 因為是王牌         | 黑田洋介          | 畑博之     | 畑博之          | 野田康行、川島尚、新島敏史                                  |
| 12     |          | 第九局             | 黑田洋介          | 水島努     | 水島努          | 小木曾伸吾、新垣一成 小田嶋瞳                               |
| 12.5   |          | 目標               | 黑田洋介          | 山本靖貴   | 山本靖貴        | 小田嶋瞳、小島初榮                                          |
| 13     |          | 再度起步           | 黑田洋介          | 爽田夏央   | 爽田夏央        | 小松麻美                                                    |

### 播放电视台
| 播放地區              | 播放電視台   | 播放日期                 | 播放時間（UTC+9）                                             | 所屬聯播網 | 備註           |
| 第1季                 | 第1季        | 第1季                    | 第1季                                                         | 第1季      | 第1季          |
| --------------------- | ------------ | ------------------------ | ------------------------------------------------------------- | ---------- | -------------- |
| 關東廣域圈            | 東京放送     | 2007年4月12日 - 9月27日  | 星期四 25:25 - 25:55                                          | TBS系列    | 製作委員会参加 |
| 近畿廣域圈            | 毎日放送     | 2007年4月14日 - 10月20日 | 星期六 17:30 - 18:00                                          | TBS系列    | 製作委員会参加 |
| 中京廣域圈            | 中部日本放送 | 2007年4月18日 - 10月3日  | 星期三 26:15 - 26:45                                          | TBS系列    |                |
| 北海道                | 北海道放送   | 2007年4月21日 - 10月6日  | 星期六 26:10 - 26:40                                          | TBS系列    |                |
| 福岡縣                | RKB毎日放送  | 2007年4月21日 - 10月6日  | 星期六 26:45 - 27:15                                          | TBS系列    |                |
| 石川縣                | 北陸放送     | 2008年7月25日 - 8月29日  | 星期一至五 9:55 - 10:23                                       | TBS系列    | 集中於暑假播放 |
| 日本全域              | BS-i         | 2007年4月26日 - 10月11日 | 星期四 24:30 - 25:00                                          | BS放送     |                |
| 日本全域              | Animax       | 2007年5月11日 - 10月19日 | 星期五 22:00 - 22:30                                          | CS放送     | 有重播時段     |
| 日本全域              | TBS頻道      | 2010年1月8日 - 4月16日   | 星期五 22:00 - 23:00                                          | CS放送     | 二集連播       |
| 第2季：～夏季大會篇～ |              |                          |                                                               |            |                |
| 關東廣域圈            | TBS電視台    | 2010年4月1日 - 6月24日   | 星期四 25:25 - 25:55 第一集25:39 - 26:09、最終集26:30 - 27:00 | TBS系列    | 製作委員会参加 |
| 近畿廣域圈            | 毎日放送     | 2010年4月1日 - 6月24日   | 星期四 25:50 - 26:20                                          | TBS系列    | 製作委員会参加 |
| 中京廣域圈            | 中部日本放送 | 2010年4月8日 - 7月1日    | 星期四 26:00 - 26:30                                          | TBS系列    |                |
| 日本全域              | BS-TBS       | 2010年4月24日 - 7月17日  | 星期六 24:30 - 25:00                                          | BS放送     |                |
| 日本全域              | Animax       | 2010年5月25日 - 8月21日  | 星期二 19:00 - 19:30                                          | CS放送     | 有重播時段     |

| 播放地區              | 播放電視台 | 播放日期                     | 當地播放時間           | 所屬聯播網 | 備註                 |
| 第1季                 | 第1季      | 第1季                        | 第1季                  | 第1季      | 第1季                |
| --------------------- | ---------- | ---------------------------- | ---------------------- | ---------- | -------------------- |
| 香港                  | Animax     | 2008年7月3日 - 10月2日       | 星期四 22:00-23:00     |            |                      |
| 臺灣                  | Animax     | 2008年7月4日 - 8月8日        | 星期一至五 21:00-21:30 | 有線電視   | 含中文配音           |
| 臺灣                  | 華視       | 2011年9月3日 - 2012年3月10日 | 星期六 18:00-18:30     | 有線電視   | 中配版本與Animax有異 |
| 第2季：～夏季大會篇～ |            |                              |                        |            |                      |
| 臺灣                  | 華視       | 2012年3月17日 - 6月16日      | 星期六 18:00-18:30     | 有線電視   | 含中文配音           |

## 舞台劇
舞台『王牌投手振臂高揮』（日语：舞台『おおきく振りかぶって』），從2018年2月2日到2月13日在サンシャイン劇場上演。編劇和演出家為演劇集団キャラメルボックス的成井豐。主演為西銘駿。舞台『王牌投手振臂高揮 夏季大會篇』（日语：舞台『おおきく振りかぶって 夏の大会編』），從2018年9月6日到9月17日在サンシャイン劇場，從2018年9月28日到9月30日在梅田藝術劇場上演。編劇和演出家一樣為成井豐，主演一樣為西銘駿。
- 舞台『おおきく振りかぶって』
  - 2018年2月上演（初演）
  - 2020年2月上演（再演）
- 舞台『おおきく振りかぶって 夏の大会編』 2018年9月上演
- 舞台『おおきく振りかぶって 秋の大会編』 2020年2月上演

| 舞台劇角色陣容變遷        | 舞台劇角色陣容變遷 | 舞台劇角色陣容變遷 | 舞台劇角色陣容變遷         | 舞台劇角色陣容變遷 |
|                           | 無印               | 無印               | 夏の大会編                 | 秋の大会編         |
| 初演                      | 再演               |                    | 夏の大会編                 | 秋の大会編         |
| 西浦高校                  | 西浦高校           | 西浦高校           | 西浦高校                   | 西浦高校           |
| ------------------------- | ------------------ | ------------------ | -------------------------- | ------------------ |
| 三橋廉 (一年・投手)       | 西銘駿             | 西銘駿             | 西銘駿                     | 西銘駿             |
| 阿部隆也 (一年・捕手)     | 猪野広樹           | 大橋典之           | 猪野広樹/大橋典之 (雙卡司) | 大橋典之           |
| 花井梓 (一年・外野手)     | 白又敦             | 白又敦             | 白又敦                     | 白又敦             |
| 田島悠一郎 (一年・三壘手) | 納谷健             | 大野紘幸           | 一色洋平                   | 大野紘幸           |
| 泉孝介 (一年・外野手)     | 安川純平           | 安川純平           | 安川純平                   | 安川純平           |
| 榮口勇人 (一年・二壘手)   | 竹鼻優太           | 竹鼻優太           | 副島和樹                   | 竹鼻優太           |
| 水谷文貴 (一年・外野手)   | 湯本健一           | 湯本健一           | 湯本健一                   | 湯本健一           |
| 西廣辰太郎 (一年・外野手) | 亀井賢治           | 亀井賢治           | 亀井賢治                   | 亀井賢治           |
| 沖一利 (一年・一壘手)     | 関根翔太           | 中村嘉惟人         | 中村嘉惟人                 | 中村嘉惟人         |
| 巢山尚治 (一年・遊撃手)   | 元木諒             | 齋藤健心           | 元木諒                     | 齋藤健心           |
| 西浦高校 相關者‧經理      |                    |                    |                            |                    |
| 百枝麻里亞 (監督)         | 久住小春           | 渡邊安理           | 渡邊安理                   | 渡邊安理           |
| 篠岡千代 (一年・經理)     | 澤田美紀           | 澤田美紀           | 澤田美紀                   | 澤田美紀           |
| 志賀剛司 (顧問)           | 筒井俊作           | 筒井俊作           |                            | 筒井俊作           |
| 桐青高校                  |                    |                    |                            |                    |
| 高瀬準太 (二年・投手)     | 金井成大           | 越智友己           |                            | 越智友己           |
| 河合和己 (三年・捕手)     | 加藤潤一           | 永岡卓也           | 加藤潤一                   | 永岡卓也           |
| 島崎慎吾 (三年・二壘手)   | 松本祐一           | 松本祐一           |                            | 松本祐一           |
| 武蔵野第一高校            |                    |                    |                            |                    |
| 榛名元希 (二年・投手)     | 平田雄也           | 神永圭佑           |                            | 神永圭佑           |
| 秋丸恭平 (二年・捕手)     | 川隅美慎           | 佐伯亮             |                            | 佐伯亮             |
| 加具山直人 (三年・投手)   | 島野知也           | 島野知也           |                            | 島野知也           |
| 三星学園                  |                    |                    |                            |                    |
| 叶修悟 (一年・投手)       | 石渡真修           | 西川俊介           |                            | 西川俊介           |
| 織田裕行 (一年・一壘手)   | 鶏冠井孝介         | 鶏冠井孝介         |                            | 鶏冠井孝介         |
| 畠篤史 (一年・捕手)       | 吉田英成           | 吉田英成           |                            | 吉田英成           |
| 美丞大狭山高校            |                    |                    |                            |                    |
| 滝井明也 (監督)           |                    |                    | 吉村卓也                   |                    |
| 仲沢呂佳 (教練)           |                    |                    | 多田直人                   |                    |
| 倉田岳史 (三年・捕手)     |                    |                    | 武子直輝                   |                    |
| 竹之內善斗 (三年・投手)   |                    |                    | 中村太郎                   |                    |
| 矢野淳 (三年・二壘手)     |                    |                    | 倉冨尚人                   |                    |
| 宮田直正 (三年・捕手)     |                    |                    | 小川慧                     |                    |
| 鹿島匠 (三年・投手)       |                    |                    | 島野知也                   |                    |
| 和田誠 (三年・中外野手)   |                    |                    | 矢野聖                     |                    |
| 崎玉高校                  |                    |                    |                            |                    |
| 佐倉大地 (一年・捕手)     |                    |                    | 近藤頌利                   |                    |
| 市原豊 (二年・投手)       |                    |                    | 前田隆太朗                 |                    |
| 小山大樹 (三年・遊撃手)   |                    |                    | 大村わたる                 |                    |

## 评价与影响
本作品是以心理訓練等的體育心理學為重點，描寫高中棒球隊員各人成長的漫畫。除了主線劇情外，亦加上各隊伍選手的心理狀態和感情起伏，可說是一款新類型的棒球漫畫。
漫画作品曾獲得2006年第十回手塚治虫文化賞「新生賞」。2007年在第31回講談社漫畫賞一般部門項目获奖。此外此作品还在日本新媒體動漫藝術節10週年紀念企劃日本媒體藝術100選漫畫部門中選。

## 附註
1. ↑  因日文原作名的簡寫的中文直譯為「大振」，因此網友多簡稱為「大振」或「大力揮」。
2. ↑  只收錄於DVD第7卷
3. ↑  8月10日播到第12集後終止。最終回為特別節目「男子力2010」於23:30 - 24:00播出。

## 外部連結
- （日語）
- （日語） TBSアニメーション 「おおきく振りかぶって」公式ホームページ （页面存档备份，存于）
- （日語） アニメ おおきく振りかぶって(MBS公式) （页面存档备份，存于）
- （日語） おおきく振りかぶって